# المزهورن
شهر المزهورن در ایالت اشلسویگ-هل‌اشتاین در کشور آلمان واقع شده است.